# Schlacht an der Tschernaja
Oltenița – Achalziche – Başgedikler – Sinope – Cetate – Silistra – Nigojeti – Tscholok – Odessa – Kurekdere – Petropawlowsk-Kamtschatski – Alma – Sewastopol – Bomarsund – Balaklawa – Inkerman – Jewpatorija – Taganrog – Çorğun – Kars – Tschernaja – Malakow – Kinburn – Pariser Frieden

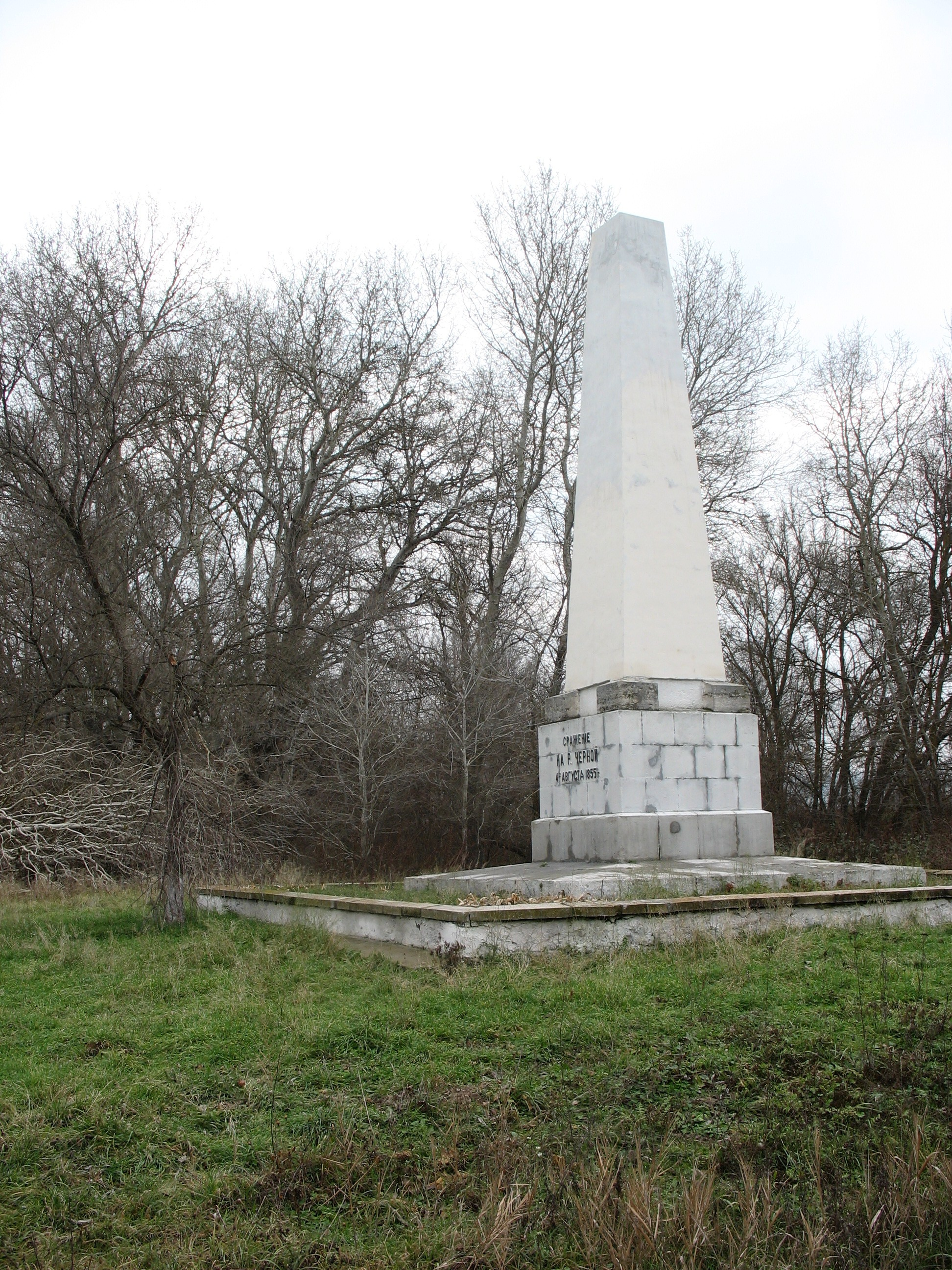
Monument zum Gedenken der Schlacht

Die Schlacht an der Tschernaja (russisch Сражение на Чёрной речке) war eine Schlacht des Krimkrieges und der letzte Versuch der Kaiserlich Russischen Armee, die Belagerung Sewastopols aufzuheben und durch einen Sieg eine für Russland günstige Lösung des Krieges zu erzwingen.
Die Schlacht an der Tschernaja fand am 16. August 1855 bei Sewastopol an beiden Ufern des namensgebenden Flusses Tschorna (russisch: Tschornaja) im Süden der Halbinsel Krim statt. Der Angriff der russischen Truppen auf die rechte Flanke der Belagerungsarmee, bestehend aus den alliierten Truppen Frankreichs, des Königreichs Sardinien und des Osmanischen Reiches war der einzige Ausfall aus Sewastopol unter dem russischen Oberbefehlshaber Michail Gortschakow.
Die zahlenmäßig überlegene, aber schlecht bewaffnete russische Infanterie versuchte die Tschorna, ohne Unterstützung von Kavallerie oder Artillerie, zu überqueren und die dahinter liegenden Höhen zu nehmen. Der Versuch endete in einem blutigen Massaker, bei dem die Russen 8000–9000 Mann an Verlusten erlitten.
Der russische Schriftsteller und Schlachtteilnehmer Leo Tolstoi verfasste über die Schlacht das satirische Gedicht Das Lied über die Schlacht am Fluss Tschornaja 4. August 1855 (russisch Песня про сражение на реке Черной 4 августа 1855 г.).